# Pieter Cilissen
Pieter Cilissen (Tongeren, 3 januari 1978) is een Belgisch paralympisch atleet. Cilissen lijdt aan hersenverlamming als gevolg van zuurstoftekort bij zijn geboorte. 
Hij trad aan als bocciaspeler in de Paralympische Zomerspelen 2000. Op het toernooi werd hij vijfde samen met Jean-Luc Bero en achtste individueel in de categorie BC3. Vier jaar later, in 2004 werd Cilissen door het IOC uitgenodigd om deel te nemen aan de Paralympische Zomerspelen 2004, maar het BOIC weigert zijn deelname. In 2012 nam Cilissen opnieuw deel aan de Paralympische Zomerspelen. Samen met Pieter Verlinden en Kirsten De Laender haalde hij er een bronzen medaille in de categorie duo's BC3.
In 2016 werd Cilissen geëerd met de Nationale Trofee Victor Boin, een Belgische jaarlijkse prijs voor de meest verdienstelijke atleet met een beperking.

## Palmares
- 7x Belgisch kampioen individueel (1999, 2000, 2001, 2004, 2005, 2007, 2008)
- 13x Belgisch kampioen met pair (1998 - 2006, 2008 - 2011)

- 5e Paralympische Zomerspelen 2000 met Jean-Luc Bero
- 8e Paralympische Zomerspelen 2000 individueel
- EK 2001 met pair
- 5e WK 2002 met pair
- 8e WK 2002 individueel
- 17e WK 2003 met pair
- 6e EK 2005 met pair
- 4e EK 2009 met pair
- WK 2010 met pair
- 29e WK 2010 individueel
- Paralympische Zomerspelen 2012 met Pieter Verlinden en Kirsten De Laender
- 9e Paralympische Zomerspelen 2012 individueel